# Fastball
Fastball é uma banda americana de rock alternativo e powerpop, formada em Austin nos anos 90. Seu álbum "All The Pain Money Can Buy" (Toda a dor que o dinheiro pode comprar) chegou a #29 na Billboard 200 dos Estados Unidos, enquanto que seu sucessor, "The Harsh Light of The Day" (A Forte Luz Do Dia) chegou a #97.
A banda começou com o nome "Magneto U.S.A", mas logo mudaram quando conseguiram um contrato com gravadora.

## Membros

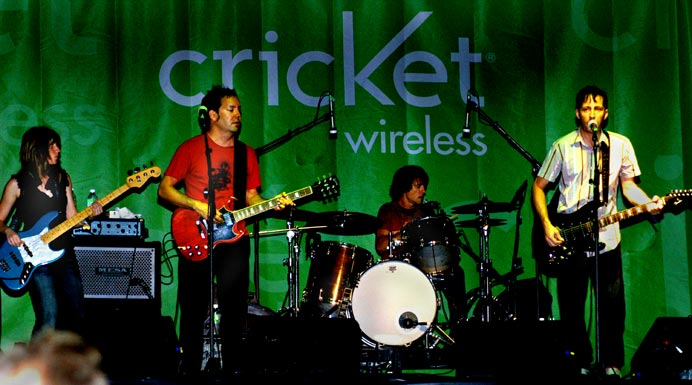
Fastball ao vivo em 2006. Da esquerda para a direita: Harmoni Kelley (integrante de apoio), Miles, Joey e Tony.

- Tony Scalzo (nascido em 6 de maio, 1964, Honolulu, Hawaii) - vocais, baixo, teclados, guitarra
- Miles Zuniga (nascido em 10 de setembro, 1966, Laredo, Texas) - vocais, guitarra, backing vocais
- Joey Shuffield (nascido em 28 de dezembro, 1961) - bateria, percussão

## Discografia

### Albums
- 1996 — Make Your Mama Proud
- 1998 — All the Pain Money Can Buy (#29 EUA)
- 2000 — The Harsh Light of Day (#97 EUA)
- 2002 — Painting the Corners: The Best of Fastball
- 2003 — Live from Jupiter Records
- 2004 — Keep Your Wig On
- 2009 — Little White Lies
- 2017 — Step into Light

### Singles
- "Are You Ready for the Fallout?"
- "The Way"
- "Fire Escape"
- "Out of My Head"
- "You're an Ocean"
- "Airstream"
- "Lou-ee Lou-ee" (Somente na Europa)
- "Drifting Away"
- "Little White Lies"

### Músicas em trilhas sonoras
- 1997, An American Werewolf in Paris, "Human Torch"
- 1998, Brink!, "Sooner Or Later"
- 1998, The Waterboy, "Sooner Or Later"
- 1999, Varsity Blues, "Are You Ready For The Fallout?"
- 1999, Johnny Tsunami, "The Way" and "Fire Escape"
- 1999, Il pesce innamorato, "The Way"
- 2000, Loser, "Out of My Head"
- 2001, Motocrossed, "You're an Ocean."
- 2001, Summer Catch, "Every Time She Walks."
- 2006, Failure to Launch, "This Guy's in Love with You"